# Sjota Chabareli
Sjota Dmitri Chabareli (Georgisch: შოთა დიმიტრის ძე ხაბარელი, Russisch: Шота Дмитриевич Хабарели) (26 december 1958, Dzlevidzjvari, district Kareli, Georgische Sovjetrepubliek) is een politicus en voormalig judoka uit Georgië. Na zijn sportieve carrière in de Sovjet-Unie als judoka was hij lang trainer voor het Georgisch nationaal team. In 2012 werd hij parlementslid voor Georgische Droom.

## Sportcarrière
Chabareli won tijdens de Olympische Zomerspelen 1980 in Moskou de gouden medaille in het halfmiddengewicht (tot 78 kg). Drie jaar later won Chabareli de bronzen medaille bij de wereldkampioenschappen judo 1983 in Moskou. Hij won tijdens Europese kampioenschappen twee zilveren en twee bronzen medailles.
Na zijn sportieve carrière was Chabareli in de periodes 1987-1991 en 1997-2009 hoofdtrainer van het Georgische judoteam. Onder zijn leiding behaalde het Georgische nationale team internationale successen. In 2002, 2003, 2006 en 2008 werd Chabareli uitgeroepen tot beste coach van Europa. In 2009 werd hij vice-voorzitter van de Georgische nationale judofederatie. Voor zijn verdiensten voor de Georgisch sport werd hij verschillende keren onderscheiden.

## Politieke carrière
In 2012 maakte Chabareli zijn entree in de nationale politiek toen hij voor Georgische Droom in het parlement van Georgië werd gekozen. Hij werd hierna in 2016, 2020 en 2024 herkozen. Hij werd vice-voorzitter van de parlementscommissie voor Sport.

## Statistieken

### Olympische Spelen
- 1980 in Moskou (– 78 kg)

### Wereldkampioenschappen
- 1983 in Moskou (– 78 kg)

### Europese kampioenschappen
- 1979 in Brussel (– 78 kg)
- 1981 in Debrecen (– 78 kg)
- 1982 in Rostock (– 78 kg)
- 1983 in Parijs (– 78 kg)